# Max Schneider
Maxwell George "Max" Schneider, conosciuto professionalmente anche come MAX (New York, 21 giugno 1992), è un cantante, ballerino e attore statunitense.

## Biografia
Ha iniziato ad esibirsi all'età di tre anni. Si è esibito anche a Broadway, in televisione, ed è stato anche un modello per Madonna, e successivamente è stato uno dei protagonisti How to Rock del canale televisivo Nickelodeon, scrivendo e interpretando anche delle canzoni incluse nello show. Nell'aprile 2012 ha annunciato che avrebbe fatto un tour con Victoria Justice. Il duo ha fatto anche delle cover di Bruno Mars con produttore Kurt Hugo Schneider che ha anche messo un video su YouTube. Dopo aver partecipato al film TV di Nickelodeon Rags in qualità di protagonista, Max scrive il brano Standing in China per il collega Cody Simpson e parte in tour insieme a Victoria Justice.
A partire dal 2015, Max si concentra maggiormente sulla sua carriera di interprete: l'artista rilascia il suo primo vero album NWL, che include il singolo Mug Shot. Seguiranno dei tour in qualità di opening act per artisti come Fall Out Boy, Wiz Khalifa, Hoodie Allen L'anno successivo, Max pubblica un ulteriore album intitolato Hell's Kitchen Max, che include svariati singoli come Basement Party e Lights Down Low. Quest'ultimo brano diviene immediatamente il primo vero successo commerciale di Max, ottenendo la certificazione e Canada e triplo platino negli Stati Uniti, raggiungendo inoltre la posizione 20 nella Billboard Hot 100.
A partire dal 2019, Max realizza svariate collaborazioni: Love Me Less con Quinn XCII, Team con Noah Cyrus, Missed Calls con Hayley Kyioko, Naked con Jonas Blue, Blueberry Eyes con Suga. Sempre nel 2020, Max annuncia la pubblicazione del suo terzo album Colour Vision, successivamente pubblicato il 18 settembre dello stesso anno. L'album è stato anticipato dal singolo da solista Where Am I At oltre che dalle già citate collaborazioni con Quinn XCII, Hayley Kyioko e Suga dei BTS. Il 7 ottobre 2020 collabora Oliver Heldens e Party Pupils nel brano Set Me Fire. Tra 2021 e 2022 pubblica vari altri singoli, collaborando con artisti come Ali Gatie e Keshi.

## Filmografia

### Cinema
- Love & Mercy, regia di Bill Pohlad (2014)

### Televisione
- Law & Order - Unità vittime speciali (Law & Order: Special Victims Unit) – serie TV, episodio 10x15 (2009)
- Una vita da vivere (One Life to Live) – soap opera, episodi 1.10686-1.10687 (2010)
- How to Rock – serie TV, 25 episodi (2012)
- Rags, regia di Bille Woodruff – film TV (2012)
- Beauty & the Beast – serie TV, episodio 1x8 (2012)
- Crisis – serie TV, 13 episodi (2014)

## Discografia

### Album
- 2015 – NWL
- 2016 – Hell's Kitchen Angel
- 2020 – Colour Vision

### EP
- 2010 – First Encounters
- 2012 – Rags
- 2013 – Schneider Brother Covers (con Kurt Hugo Schneider)
- 2014 – The Say Max EP

### Singoli
- 2013 – Nothing Without Love
- 2014 – Mug Shot
- 2015 – Gibberish (feat. Hoodie Allen)
- 2015 – Ms. Anonymous (feat. Jared Evan)
- 2015 – Wrong (feat. Lil Uzi Vert)
- 2016 – Holla
- 2016 – Basement Party
- 2016 – Lights Down Low (feat. Gnash)
- 2016 – You Want More (con 3LAU)
- 2017 – One More Weekend (con Audien)
- 2017 – Survive (con SAINT WKND)
- 2018 – Team (con Noah Cyrus)
- 2018 – Sex on the Beach (con Party Pupils)
- 2018 – Still New York (con Joey Badass)
- 2018 – Dear Sense (con Louis the Child)
- 2018 – Worship
- 2018 – Love Me for the Weekend (con Party Pupils e Ashe)
- 2019 – Love Me Less (feat. Quinn XCII o Kim Petras)
- 2019 – Acid Dreams (con Felly)
- 2019 – Checklist (feat. Chromeo)
- 2020 – Where Am I At
- 2020 – Missed Calls (feat. Hayley Kiyoko)
- 2020 – Naked (con Jonas Blue)
- 2020 – Working for the Weekend (feat. bbno$)
- 2020 – Blueberry Eyes (con Suga)
- 2021 – Butterflies (con Ali Gatie)
- 2021 – Equal in the Darkness (con Steve Aoki e Jolin Tsai)
- 2022 – Gucci Bag
- 2022 – It's You (feat. Keshi)

## Doppiatori italiani
Nelle versioni in italiano dei suoi film, Max Schneider è stato doppiato da:
- Andrea Oldani in How to Rock, Rags
- Alessandro Rigotti in Love & Mercy
- Manuel Meli in Crisis